# 어쩌면 우린 헤어졌는지 모른다
《어쩌면 우린 헤어졌는지 모른다》는 2023년 2월에 개봉예정인 대한민국의 영화이다.

## 기획의도
사랑하는 사람이 모르는 사람이 되기까지의 과정을 그린 준호, 아영의 현실 이별 보고서

## 캐스팅
- 이동휘 : 준호 역 - 공시생이란 가능성의 세계에 안주하고 싶으면서도 여자친구를 향한 미안함과 자책감으로 마음과는 다른 말을 내뱉고 마는 불량 남친

- 정은채 : 아영 역 -

- 강길우

- 정다은